# ويلسون فونسيكا
ويلسون فونسيكا (بالبرتغالية: Wilson Fonseca‏) هو ملحن برازيلي، ولد في 17 نوفمبر 1912 في سانتاريم، بارا في البرازيل، وتوفي في 24 مارس 2002.